# Watzmann-Gams
„Watzmann-Gams“ ist die Bezeichnung eines jährlich von der Sektion Berchtesgaden des Deutschen Alpenvereins ausgetragener Wettkampf im Skibergsteigen.
Das Skitourenrennen wurde 1971 erstmals zur Bestimmung des besten und leistungsfähigsten Berchtesgadener Skitourengehers ausgetragen. Heute nehmen Skibergsteiger aus der gesamten Region und aus dem benachbarten Österreich am Wettkampf teil, das zu den traditionellen Veranstaltungen in den Berchtesgadener Alpen zählt und in den letzten Jahren zunehmend an Bedeutung gewann.
Ablaufpunkt und Ziel ist Kühroint. Durch das Watzmannkar erfolgt der Aufstieg zum sechsten Watzmannkind.